# 小行星4386
小行星4386（英語：4386 Lust）是一颗围绕太阳公转的小行星。1960年9月26日，C. J. 万·豪敦、I. 万·豪敦-格勒内费尔德、T. 赫雷爾斯在帕洛马山发现了此天体。
这颗小行星的绝对星等为128.9021659636046等。